# فرخ تميمي
فرخ تمیمی  شاعر الحداثي إيراني. ولد في مدينة نيسابور .کان والده رفيق في السلاح ميرزا كوجك خان. فقد والده في عندما بلغ من عمره عامين وبرعاية والدته انتقل إلى طهران. قضي أکثر عمره هنا وفي شباب توجه إلی الحركة الوطنية الإيرانية بقيادة محمد مصدق.تزوج في 1967 مع « زهراء منشور » وابنهما « فرهنگ » (ولد : 1968).
انتشر ذوقه الشعري عندما کان في المدرسة الثانوية مع رباعيات و أشعار حر ، وفي أغلب مع موضوعات شعبی و وطني. والتميمي من الجيل الثاني من الشعراء الحداثيون الإيرانيون.